# Жгув (гмина, Конинский повет)
Жгув (пол. Rzgów) — сельская гмина (уезд) в Польше, входит как административная единица в Конинский повет, Великопольское воеводство.
Население — 6840 человек (на 2004 год).

## Сельские округа
1. Бабя
2. Барлоги
3. Блонице
4. Боброво
5. Божатки
6. Бранно
7. Домбровица
8. Гозьдзикув
9. Грабенице
10. Ковалевек
11. Курув
12. Модла
13. Осеча-Друга
14. Осеча-Первша
15. Жгув-Други
16. Жгув-Первши
17. Славск
18. Свёнтники
19. Витница
20. Зажев
21. Зажевек
22. Заструже

## Соседние гмины
1. Гмина Голина
2. Гмина Гродзец
3. Гмина Лёндек
4. Гмина Рыхвал
5. Гмина Старе-Място
6. Гмина Загурув